# Kreis Bellinzona
Der Kreis Bellinzona bildet zusammen mit den Kreisen Arbedo-Castione und Sant’Antonino den Bezirk Bellinzona des Kantons Tessin in der Schweiz. Der Sitz des Kreisamtes ist in Bellinzona.

## Gemeinden
Der Kreis setzt sich aus folgenden Gemeinden zusammen:
| Wappen     | Name der Gemeinde | Einwohner (Dez. 2018) | Fläche in km² | BFS-Nr |
| ---------- | ----------------- | --------------------- | ------------- | ------ |
| Bellinzona | Bellinzona        | 44'743                | 164,20        | 5002   |